# Nikopol (Bulgarie)
Pour les articles homonymes, voir Nikopol.
Nikopol (en bulgare : Никопол) est une ville du Nord de la Bulgarie faisant partie de l'oblast de Pleven. 
Elle se situe sur la rive droite du Danube, quatre kilomètres en aval de sa confluence avec l'Osam. En mars 2015, la population de la ville s'élevait à 3 878 habitants.

## Histoire

### Antiquité
Les premières traces de vie datent de l'âge de pierre. Les Thraces s'installent dans la région aux alentours de 1200 avant Jésus-Christ.
Pendant l'époque romaine, Nikopol n'est qu'un village de la province de Moésie ; il est mentionné pour la première fois en 169. Avec le déclin de l'Empire romain, le village se développe du fait de sa situation stratégique à la frontière nord. Lorsque l'Empire est partagé au IVe siècle, le village passe sous domination byzantine.

### Moyen Âge

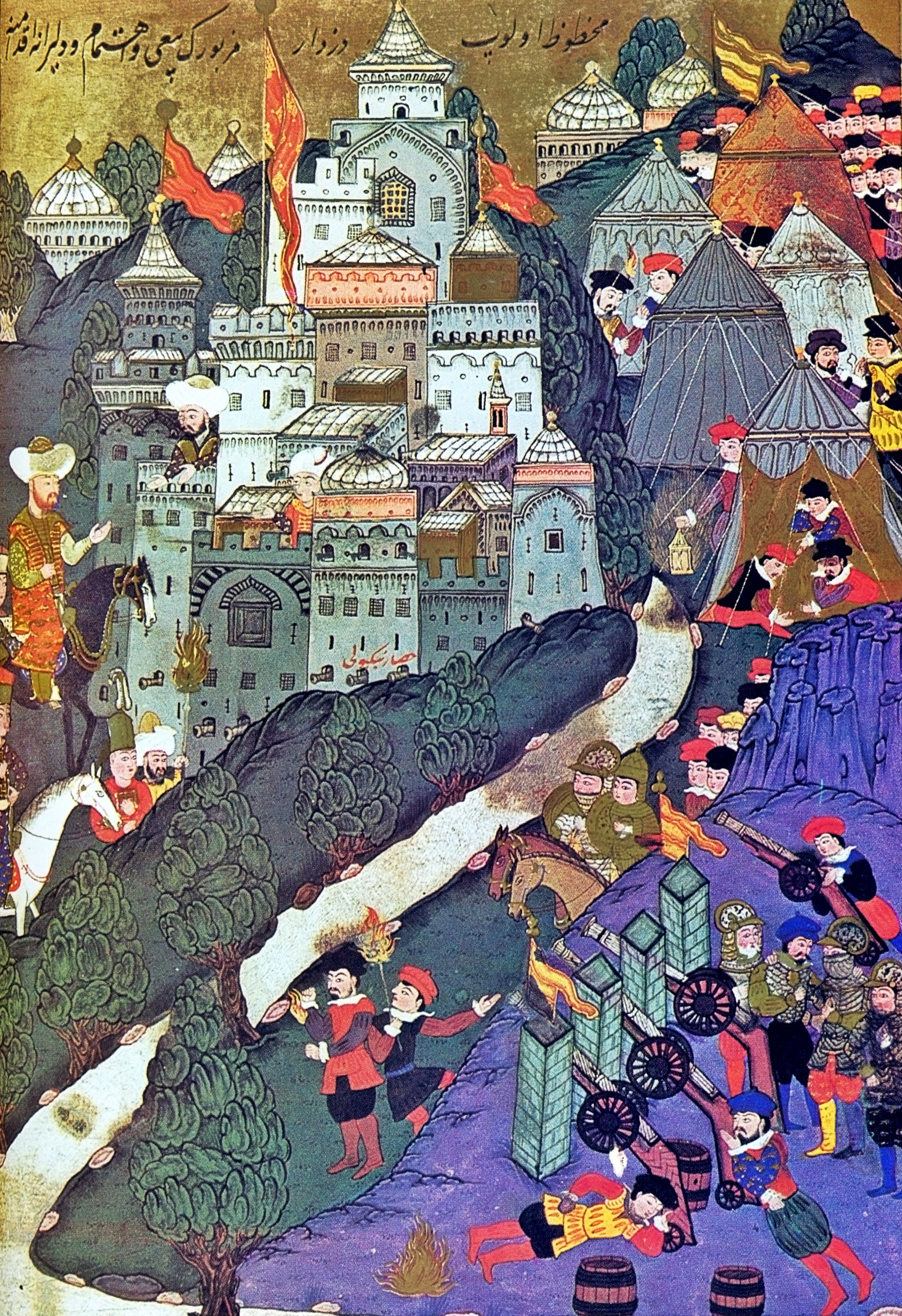
La bataille de Nicopolis par l'enlumineur ottoman Nakkach Osman.

A la fin du VIe siècle, Nikopol est très exposée aux raids des Bulgares avant d'être finalement conquise par Asparoukh et intégrée dans le khanat du Danube. À la suite des victoires successives de l'empereur byzantin Basile II, le Premier Empire bulgare s'effondre en 1018 et Nikopol est finalement réintégrée à l'Empire byzantin. En 1059, le village devenu ville est baptisé Nicopolis, ce qui signifie en grec « ville de la victoire ».
À la fin du XIIe siècle, la ville est reprise par les Bulgares. Pendant la majeure partie du Moyen Âge, Nikopol fait partie du Second Empire bulgare. Après la défaite de la Maritsa en 1371, les Ottomans entament une inexorable conquête de la Bulgarie. Le tsar Jean Chichman utilise la forteresse de Nikopol comme base de la résistance. Avec la chute de Tarnovo en 1393, il se réfugie définitivement à Nikopol qui devient ainsi de façon éphémère la capitale de ce qui reste de la Bulgarie. Mais la ville tombe aux mains des Ottomans et Jean Chichman est exécuté le 3 juin 1395.
La ville est le théâtre de la bataille de Nicopolis, dernière croisade à grande échelle du Moyen Âge, en 1396. L'armée chrétienne menée par le roi Sigismond de Hongrie, et notamment composée d'un nombre important de chevaliers français, est vaincue par les troupes du sultan Bajazet Ier. Nikopol passe alors sous domination ottomane et devient un important centre militaire et administratif comme sandjak. La ville est dotée d'une importante forteresse et la vie économique, spirituelle et politique est florissante.

### Epoque contemporaine

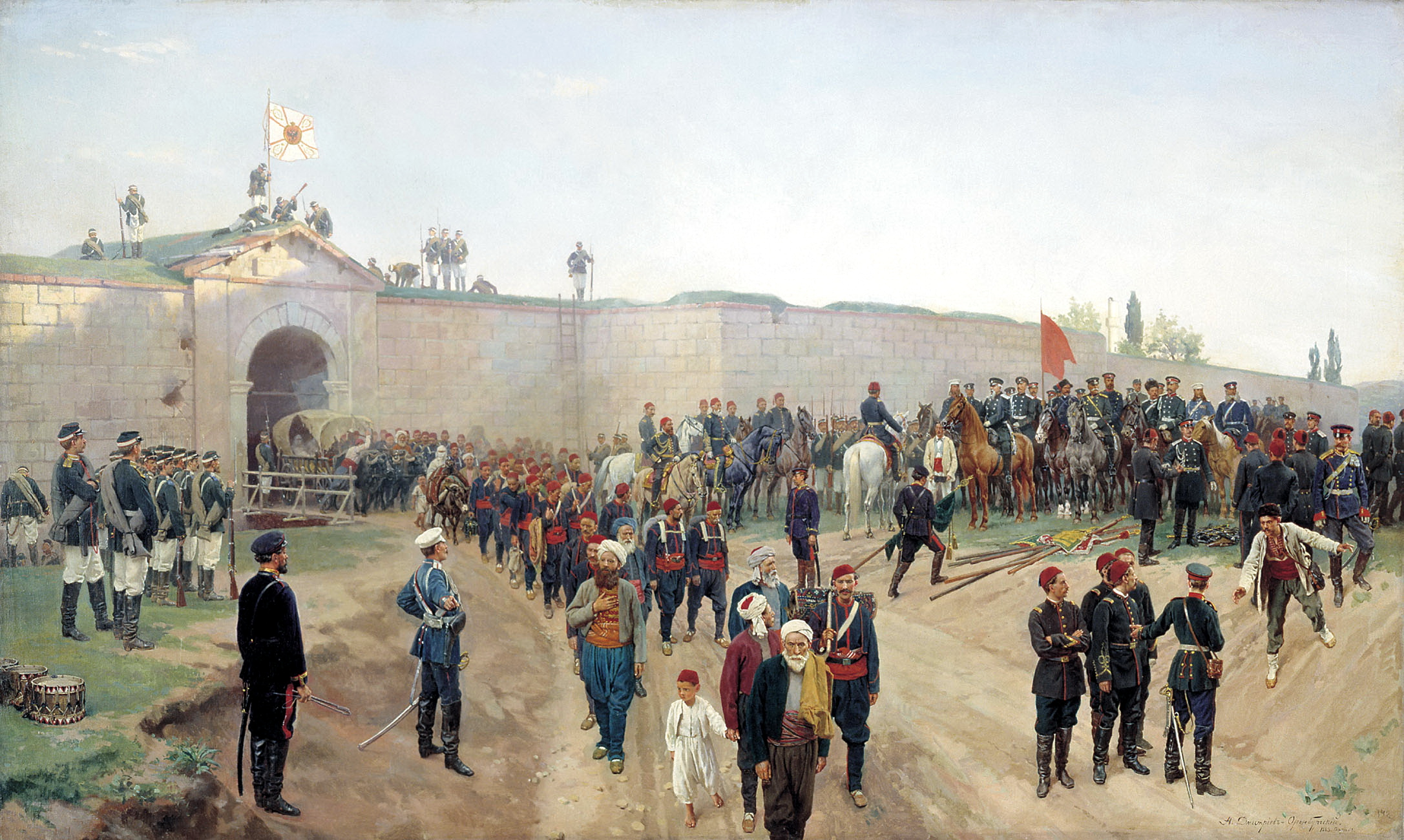
Capitulation de la garnison ottomane de Nikopol le 4 juillet 1877.

La ville commence un long déclin au XVIIe siècle qui va se poursuivre pendant le XVIIIe siècle. Nikopol perd son statut de caza au profit de Pleven. Lors de l'Insurrection bulgare d'avril 1876, des troubles éclatent dans la ville. Au cours de la dixième guerre russo-turque, Nikopol est capturée par les Russes le 16 juillet 1877, laissant la route vers Pleven libre. En 1878, à la suite du traité de San Stefano, la ville est intégrée à la jeune principauté de Bulgarie.
Nikopol est aujourd'hui le siège de l'obchtina éponyme et fournit des services aux villages des environs. Nikopol a été partiellement inondée en 2006, c'est pourquoi plusieurs travaux ont été effectués pour mettre en place de nouvelles infrastructures urbaines pour gérer les fluctuations du Danube.

## Économie
L'achèvement d'un ferry en 2010 a permis de relier la ville roumaine de Turnu Măgurele à travers le Danube, stimulant le développement local, y compris l'ouverture de nouveaux restaurants et le premier hôtel de la ville. Nikopol sert également de port pour les bateaux de tourisme.

## Patrimoine

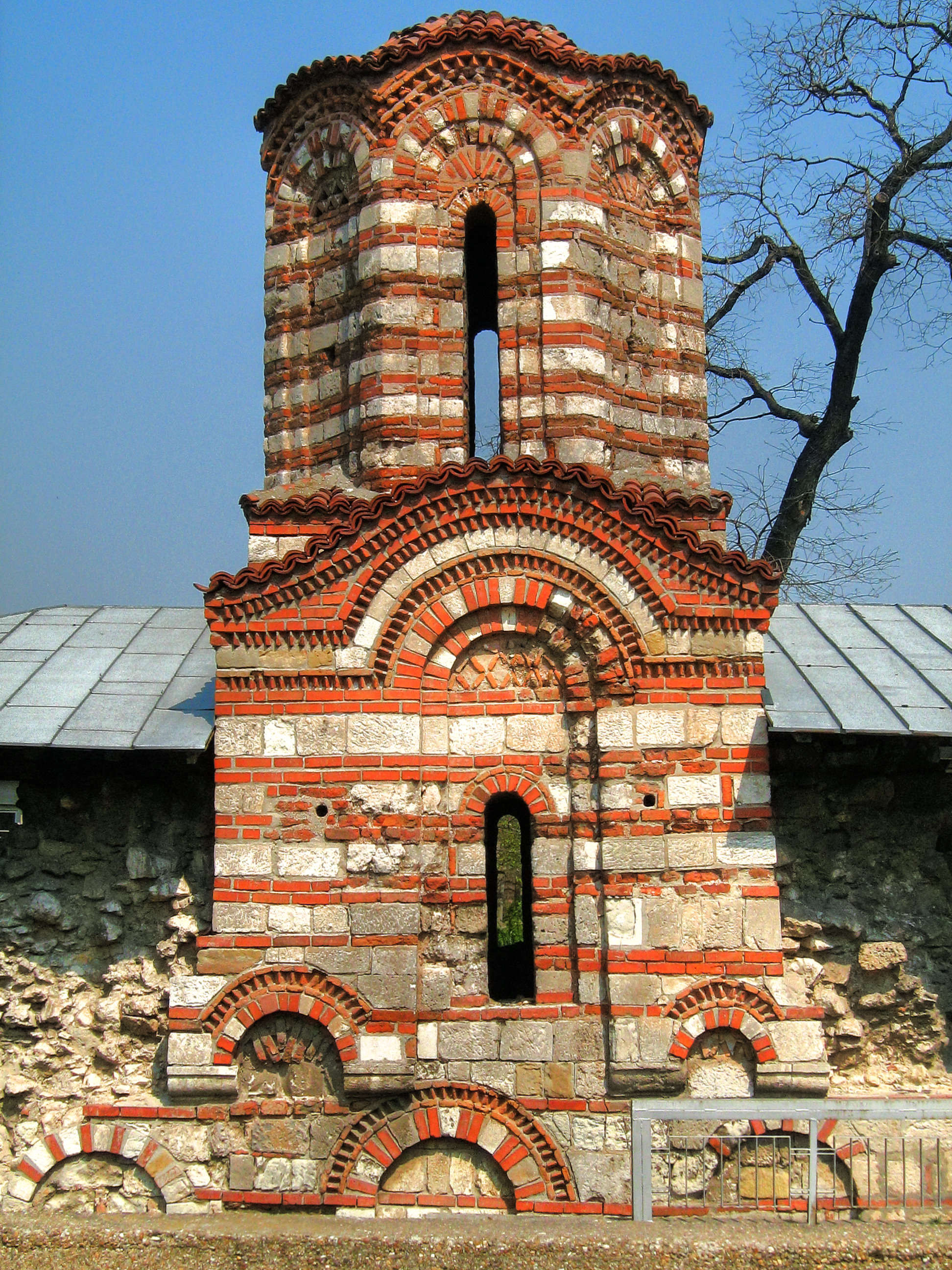
L'église de Saints-Pierre-et-Paul.

Le cinquième plus grand parc naturel de Bulgarie, celui de Persina, se trouve partiellement sur le territoire de Nikopol. C'est le seul parc naturel bulgare sur le Danube, il contient des marais abritant plus de 200 espèces d'oiseaux, 475 espèces de plantes et 1 100 espèces d'animaux.
La ville a plusieurs sites touristiques, dont les ruines de la forteresse médiévale, l'église de Saints-Pierre-et-Paul du XIIIe siècle, l'église de Saint-Étienne, ou encore plusieurs bâtiments datant de la Renaissance bulgare. Il y a aussi la fontaine d'Elia avec son immense épitaphe romaine ou le musée Vasil Levski.

## Liste des maires
Les premières élections libres après la chute du communisme se tiennent en 1991. Depuis, cinq personnes se sont succédé au poste de maire de Nikopol :
- 1991-1999 : Ivan Dronchev (indépendant) ;
- 1999-2007 : Luben Lakov (BSP) ;
- 2007-2011 : Valéry Zhelyazkov (UNAB) ;
- 2011-2015 : Emile Bebenova (BSP) ;
- depuis 2015 : Valéry Zhelyazkov (GERB).

## Jumelages
- Halásztelek ( Hongrie)
- Shakhty ( Russie)
- Zimnicea ( Roumanie)